# Top Girls Fassa Bortolo

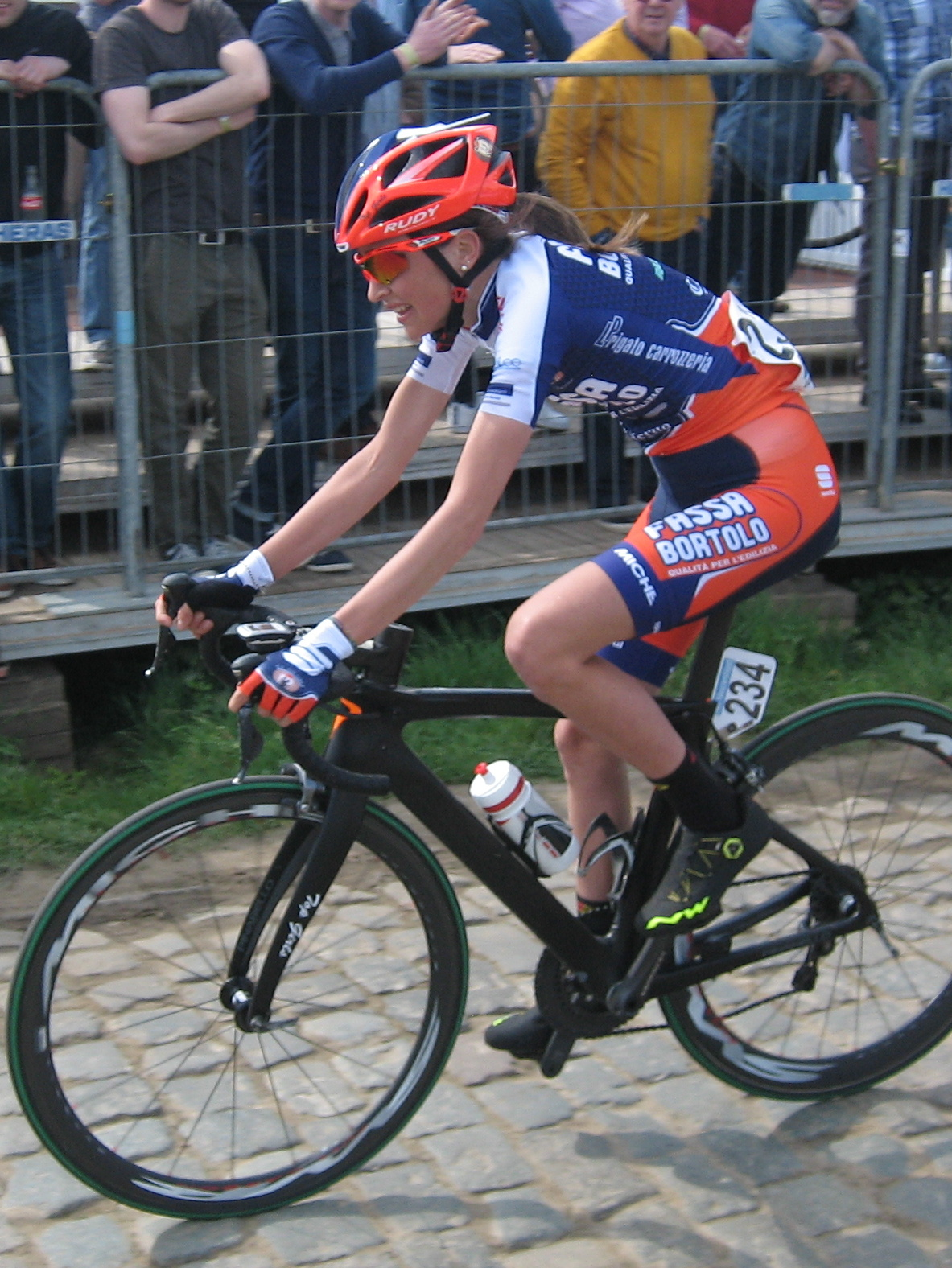
Паладин, Ася в форме команды Top Girls Fassa Bortolo на Oude Kwaremont во время женского Тура Фландрии 2017 года.

Top Girls Fassa Bortolo (UCI код: TOP) — женская профессиональная команда по велоспорту, базирующаяся в Италии и выступающая в элитных шоссейных велогонках, таких как UCI Women's World Tour.

## История команды
5 ноября 2014 года Франческа Кауц покинула команду и перешла в «Alé–Cipollini». 19 ноября 2014 года команда подписала контракты с Еленой Леонарди, Николь даль Санто и Розеллой Каллови, а также продлила контракты с Асей Паладин, Сорайей Паладин, Кьярой Пьеробон, Дженнифер Фиори, Ирене Битто и Сарой Грифи. Наташа Грилло покинула команду, а Сильвия Чеккини вышла в отставку.